# Umeda Sky Building
L'Umeda Sky Building (梅田スカイビル, Umeda Sukai Biru) est un gratte-ciel situé à Osaka au Japon achevé en 1993.
Situé dans le quartier d'Umeda, arrondissement de Kita-ku, il est accessible par les gares d'Osaka ou d'Umeda.

## Histoire
L'Umeda Sky Building a été construit afin d'être le cœur de la Shin Umeda City (新梅田シティ), un projet visant à créer un nouveau centre urbain au nord-ouest de la gare d'Osaka. Le gratte-ciel, construit par Takenaka Corporation et conçu par l'architecte japonais Hiroshi Hara, fut achevé en 1993. Le projet initial, baptisé Cité de l'Air, devait comporter quatre bâtiments[réf. nécessaire]. Il est devenu avec les années un édifice phare d'Osaka.

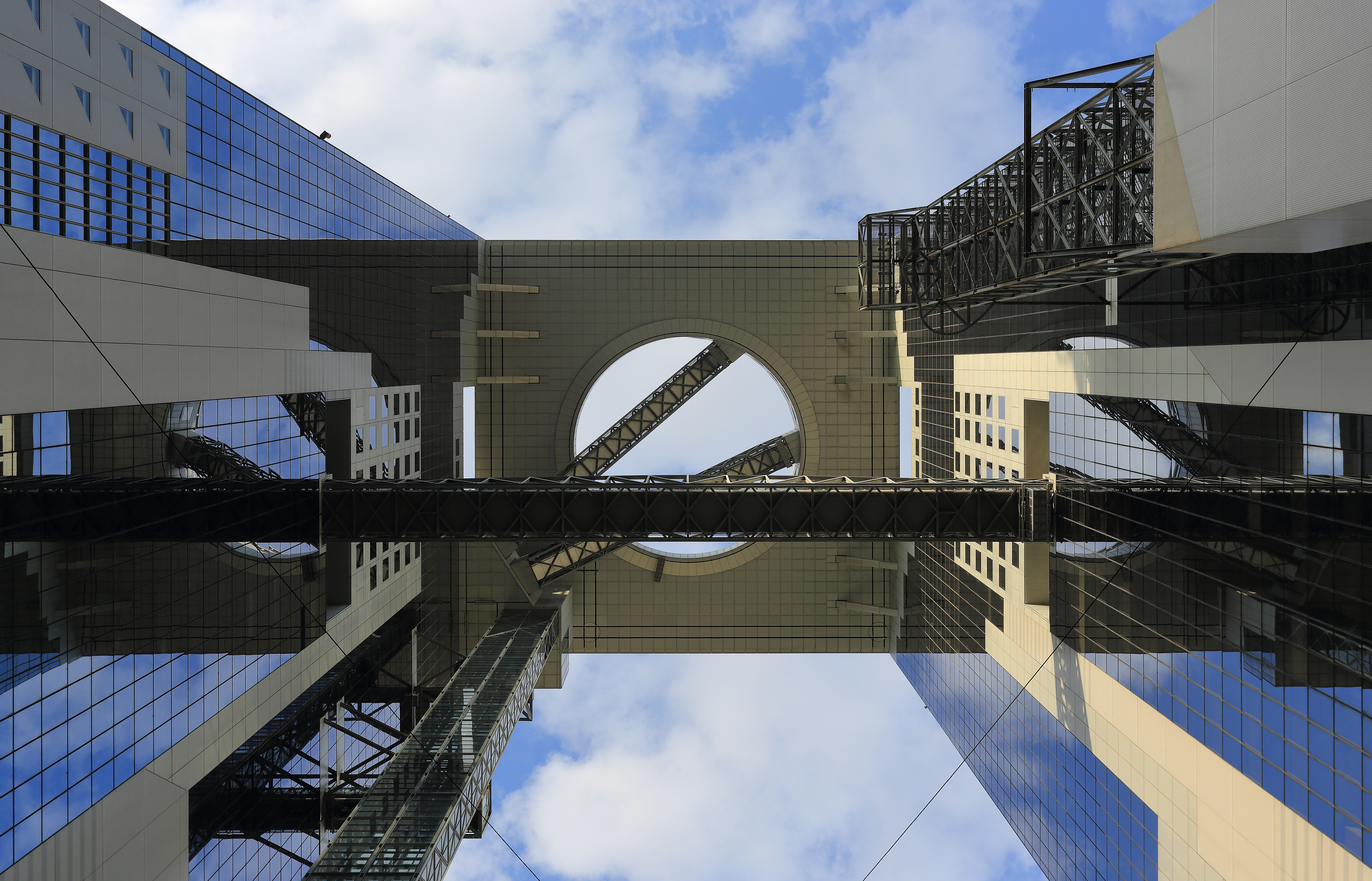
Observatoire vu de dessous.
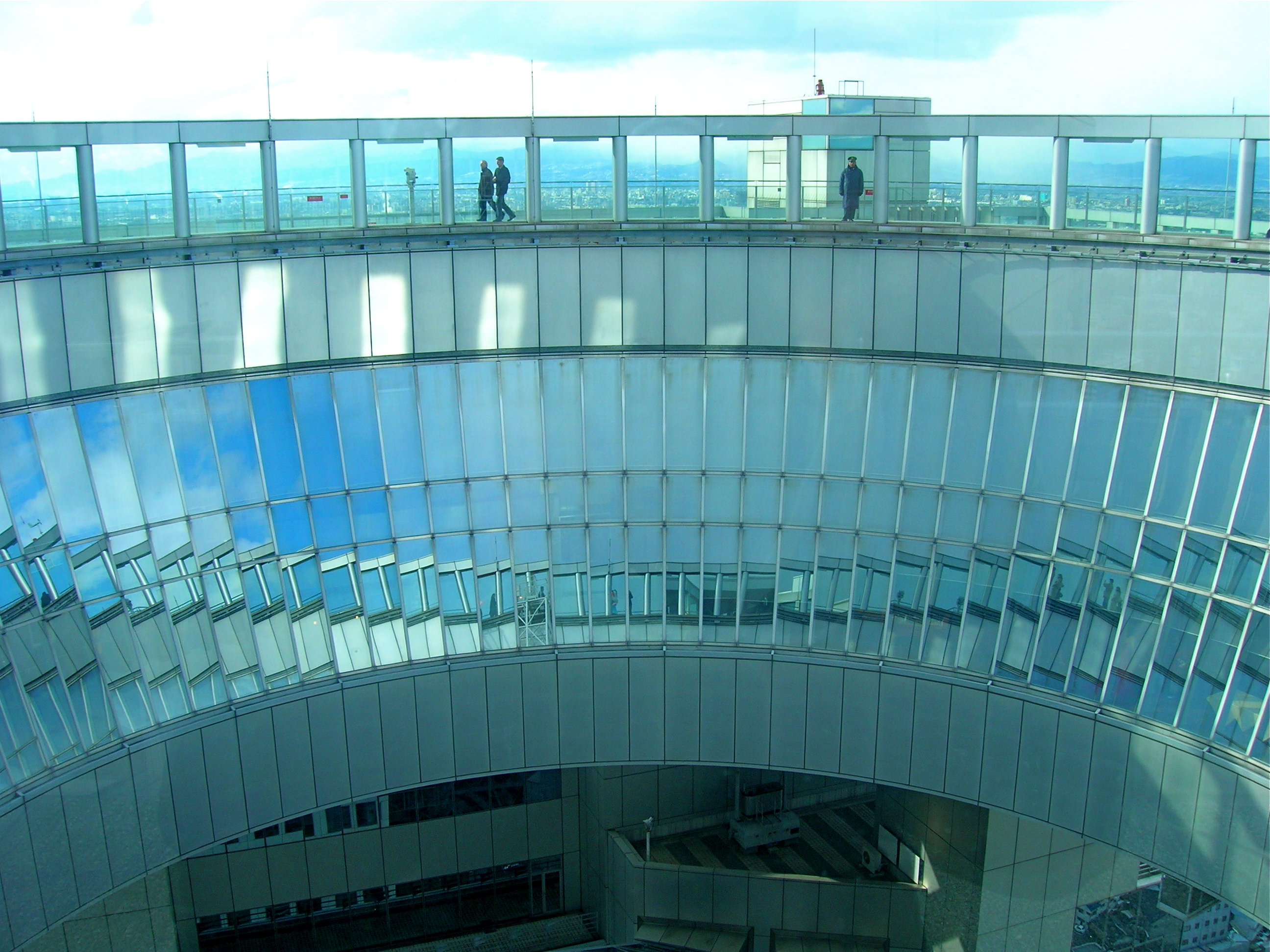
Vue depuis l'observatoire.

## Description
Mesurant 173 m, le gratte-ciel est constitué de deux tours de 40 étages, connectées au centre par un pont atrium, accessible au public. Il comporte sur son toit un observatoire à 360°, ainsi qu'un étage souterrain recréant l'atmosphère de la ville d'Osaka au début du XXe siècle.

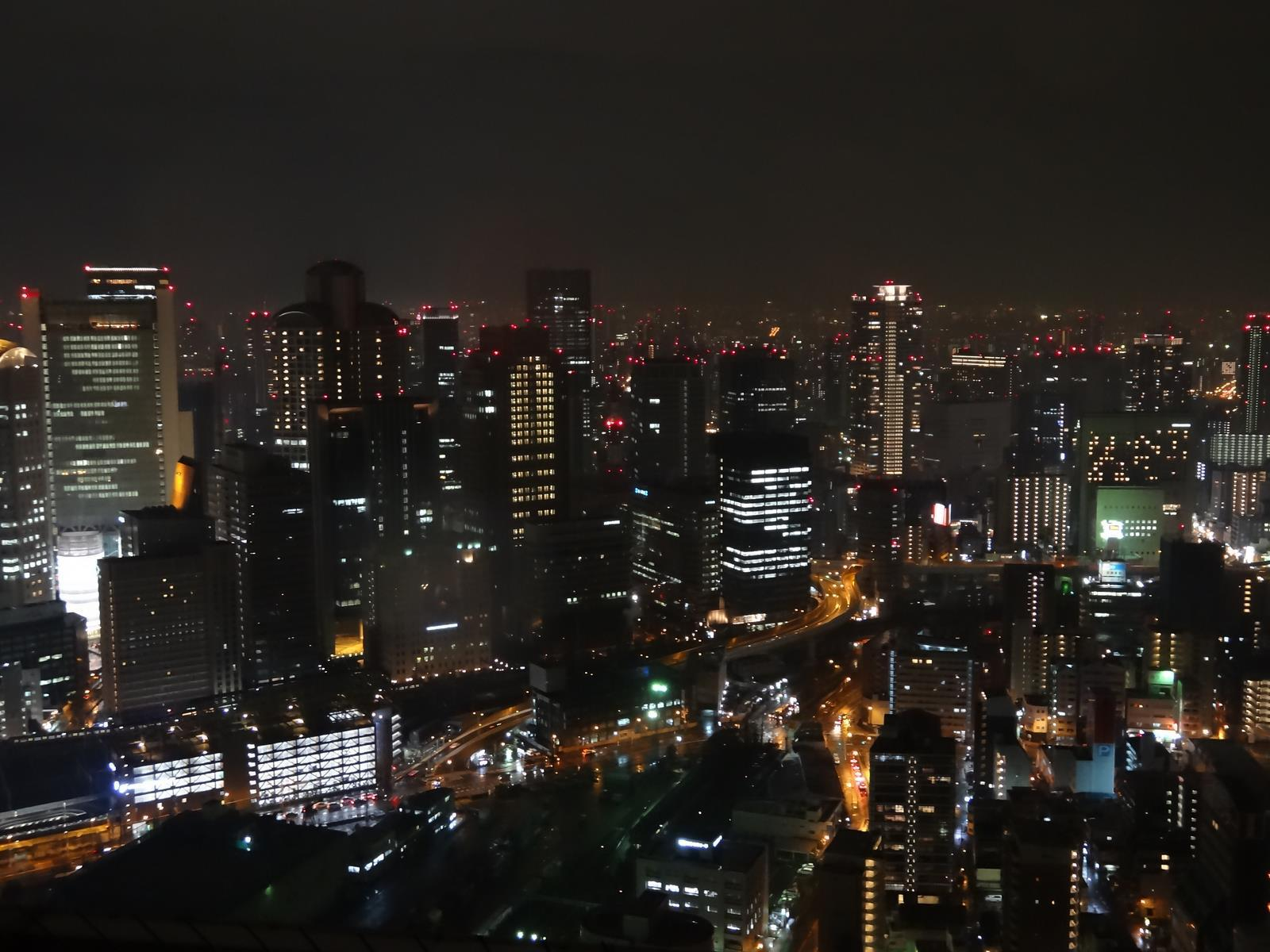
Vue depuis l'observatoire de nuit.

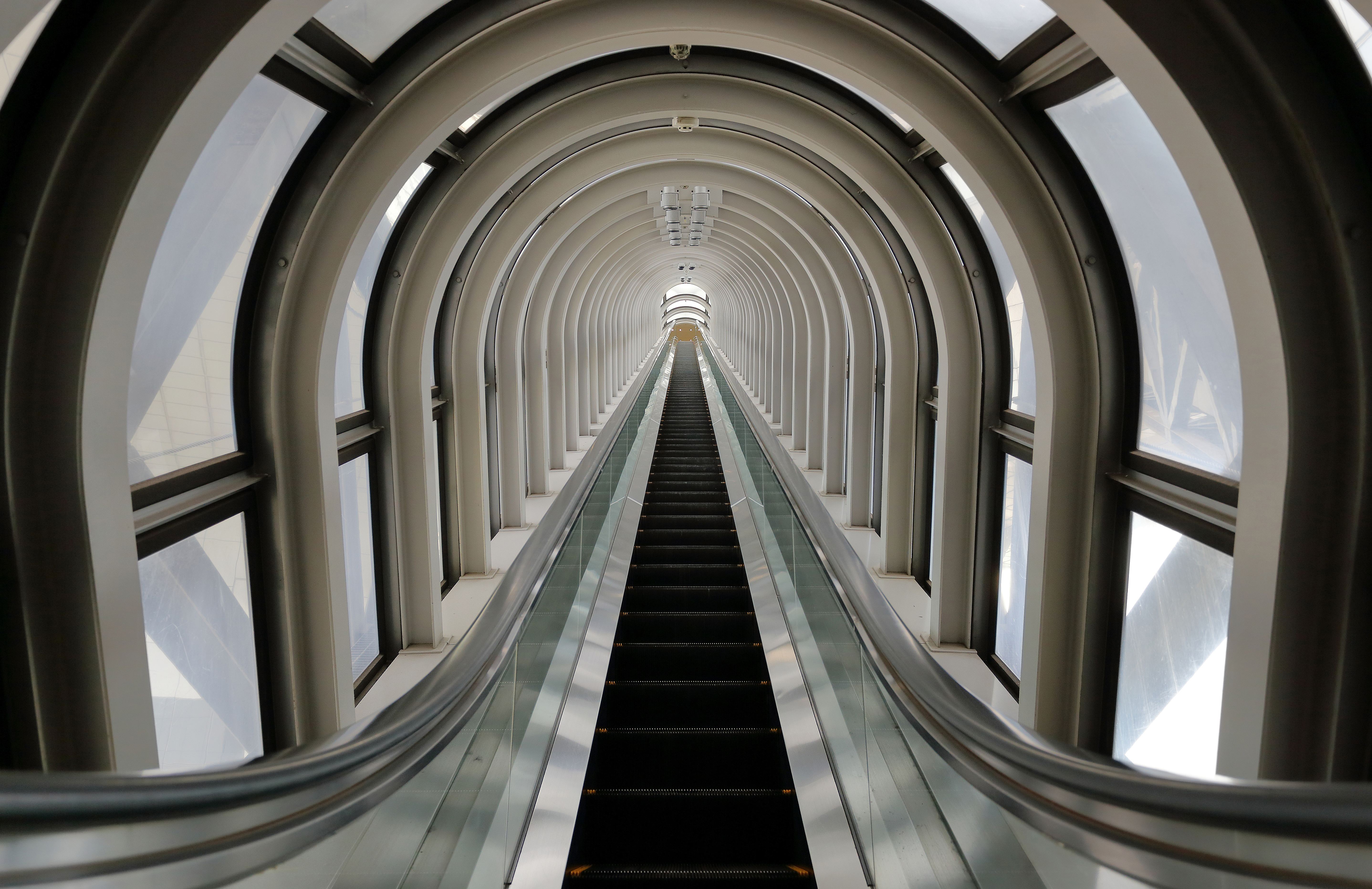
Escalator menant au pont atrium.

L'artiste franco-mexicaine Amanda Bouchenoire a réalisé des études photographiques de différentes perspectives de l'Umeda Sky Building, qui ont été revues avec le travail d'Eugène Atget et Berenice Abbott[pas clair].

## Affluence
Lors de son ouverture, les visiteurs sont nombreux : 1,03 million en 1993 (ouverture en juillet) et 1,08 million en 1994. Mais ce chiffre baisse progressivement, jusqu'à 500 000 visiteurs par an en moyenne de 2003 à 2006.
En 2008, le journal The Times inclut l'Umeda Sky Building dans sa liste des vingt édifices les plus prestigieux du monde aux côtés du Parthénon, du Taj Mahal et de la Sagrada Família. Le nombre de visiteurs étrangers augmente alors fortement les années suivantes. En 2015, le gratte-ciel attire 1,21 million de visiteurs, dont près de 60 % étrangers.